# Route 30 (Colombie-Britannique)
La Route 30, aussi connue comme la Port Alice Road, est une route de 37 km (23 mi) du nord-est au sud-ouest sur l'Île de Vancouver. Elle relie Port Alice à la route 19, à une intersection située à mi-chemin entre Port Hardy et Port McNeill. Au milieu du trajet, se trouve le Parc provincial Marble River.

## Intersections majeures
Du nord-est au sud-ouest:
| District régional | Ville      | km    | Destinations                                    | Notes |
| ----------------- | ---------- | ----- | ----------------------------------------------- | ----- |
| Mount Waddington  |            | 0,00  | BC-19 – Port Hardy, Port McNeill                |       |
| Mount Waddington  | Port Alice | 36,59 | Entrée principale de Neucel Specialty Cellulose |       |
|                   |            |       |                                                 |       |